# Robin Pietsch

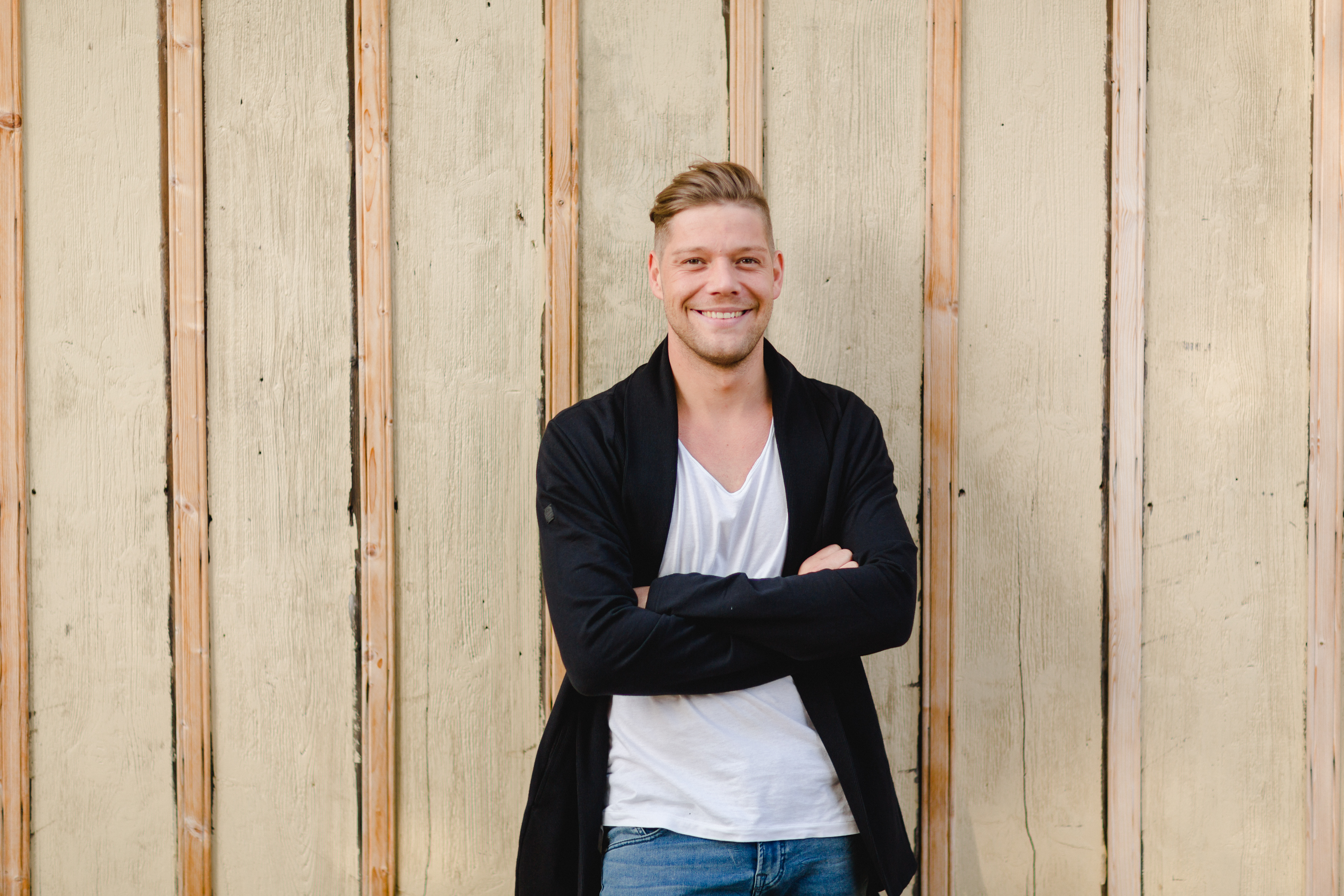
Robin Pietsch, 2016

Robin Pietsch (* 19. September 1988 in Blankenburg (Harz)) ist ein deutscher Koch und Unternehmer.

## Ausbildung und Karriere
Pietsch begann im Jahr 2004 eine Ausbildung zum Konditor in Wernigerode, 2007 folgte eine Ausbildung zum Koch in Ilsenburg, die er neben seiner Tätigkeit als Pâtissier begann. Danach arbeitete er bei René Bobzin in Blankenburg.
Im September 2021 veröffentlichte er sein Buch Heimatküche einfach anders! und im September 2023 mit seiner Großmutter Robin Pietsch und Oma Christa – Unsere Lieblingsrezepte.

### RestaurantZeitwerk
Im Jahr 2012 eröffnete er mit dem Zeitwerk by Robin Pietsch sein Restaurant in der Großen Bergstraße in Wernigerode. Im Jahre 2014 wurden vom Gault-Millau 14 Punkte an das Restaurant vergeben; im Jahr 2017 folgte der erste Michelin-Stern. Der Gault-Millau kürte ihn im Jahr 2018 zum Aufsteiger des Jahres in Sachsen-Anhalt und vergab im Restaurantführer 2019 nun 15 Punkte. Das Restaurant Zeitwerk war bis ins Jahr 2020 das einzige Sternerestaurant in Sachsen-Anhalt. Im Jahr 2021 erhöhte der Restaurantführer Gault & Millau erneut auf nun 16 Punkte. Im Juli 2022 schloss Pietsch das Restaurant in der Großen Bergstraße und eröffnete es im Brunnenhof in der Breiten Straße neben dem Restaurant Pietsch neu. Am neuen Standort bewertete der Gault & Millau das Restaurant im Jahr 2023 mit zwei roten Kochhauben.

### RestaurantPietsch
Im Mai 2019 kündigte Robin Pietsch die Eröffnung seines zweiten Restaurants in Wernigerode an. Angeboten wird ein an die japanische Kaiseki-Tradition angelehntes Menü, das durch die internationale Küche abgewandelt wird. Das Tresenrestaurant mit 14 Plätzen wurde im Juli 2019 im Brunnenhof an der Breiten Straße eröffnet. Im März 2020 wurde das Restaurant ebenfalls mit einem Michelin-Stern ausgezeichnet. Der Gault & Millau bewertete das Restaurant im Jahr 2023 mit drei schwarzen Kochhauben und vergab damit die höchste Bewertung für ein Restaurant in Sachsen-Anhalt.
Im Jahr 2025 wurde das Restaurant, in dem nun Luis Hendricks Küchenchef ist, mit zwei Michelin-Sternen ausgezeichnet.

## Fernsehen
Bekanntheit erlangten Pietsch und sein Restaurant durch die Ausstrahlung der Folge 218 der Kochprofis im Mai 2013. In der Sendung Mein Lokal, Dein Lokal mit vier weiteren Gastgebern aus dem Harz belegte er im August 2015 den ersten Platz.
Seit September 2016 kocht Pietsch zusammen mit weiteren bekannten Köchen in der Kochshow Kampf der Köche bei Sat.1. Am 6. Mai 2018 war er als Mentorkoch bei Grill den Profi zu sehen. Bei MDR Sachsen-Anhalt ist er freitags Gastgeber in der Radiosendung Die Kochfrage der Woche mit Robin Pietsch. Im Juli 2018 war er in der Sendung Das Musikschiff – Stars auf einer Welle bei Sat.1 Gold zu sehen, in der er mit den Protagonisten auf einer Kreuzfahrt Städte kulinarisch erkundete. Am 26. August 2018 wurde eine Folge der Serie Das perfekte Profi-Dinner auf VOX ausgestrahlt, in der er neben drei weiteren bekannten Köchen zu sehen war. Seit Mai 2019 tritt er als Juror in der ZDF-Kochsendung Die Küchenschlacht auf. Im Mai 2019 war Pietsch Gast in der MDR-Talkshow Riverboat. Im November 2019 porträtierte die Bundesregierung Robin Pietsch für ein interaktives Talk-Format unter dem Motto „Unsere Geschichte schreibt Zukunft“ zum Tag des 30-jährigen Mauerfalls. Ebenfalls im November 2019 folgte eine Reportage über Pietsch im Format Galileo auf Pro7.
Im März 2020 war Pietsch zu Gast bei Tim Mälzer in der VOX-Sendung Ready to beef!. Im Juni 2020 trat er in dem NDR Talkmagazin DAS! – Gäste auf dem Roten Sofa auf. Ab Januar 2021 verstärkt Pietsch den Freitagnachmittag das Formats MDR um 4 in der Rubrik Neues von hier & leichter Leben. Im Januar 2021 strahlte der MDR ebenfalls im Format Mach dich ran zwei Spezialfolgen der Serie mit Pietsch aus. Im Juli 2024 moderierte Pietsch für eine Woche Mein Lokal, Dein Lokal auf Kabel Eins und wurde ab Januar 2025 fester Teil des Moderatoren-Trios. Ab Februar 2025 folgte zudem die Teilnahme als Juror bei der Sport1-Kochshow MasterChef.

## Auszeichnungen
- 2025: Zwei Michelin-Sterne für das Restaurant Pietsch mit Küchenchef Luis Hendricks[14]
- 2023: Im Restaurantführer Gault & Millau 2023/24 wurden drei schwarze Kochhauben für das Restaurant Pietsch und zwei rote Hauben für das neue Zeitwerk vergeben.[10]
- 2022: „Gastronom des Jahres“ im Falstaff Restaurant- und Gasthausguide Deutschland 2023[34]
- 2021: 15 Punkte im Gault & Millau für das Restaurant Pietsch und 16 Punkte für das Restaurant ZeitWerk.[35]
- 2020: Je ein Michelinstern für die Restaurants Zeitwerk und Pietsch im Guide Michelin 2020.[13]
- 2019: 15 Punkte und „Entdeckung des Jahres in Sachsen-Anhalt“ im Gault-Millau 2020 für das Restaurant Pietsch, ebenfalls verteidigte Pietsch 15 Punkte für das Restaurant Zeitwerk.[36]
- 2019: Landessieger in Sachsen-Anhalt beim Tourismuspreis „Marketing Award – Leuchttürme der Tourismuswirtschaft“ des Ostdeutschen Sparkassenverbandes.[37]
- 2019: 7 Pfannen im Restaurant & Gourmetführer Gusto für das Restaurant Zeitwerk[38]
- 2018: 15 Punkte und „Aufsteiger des Jahres in Sachsen-Anhalt“ im Gault-Millau 2019 für das Restaurant Zeitwerk[39]
- 2017: Ein Stern im Guide Michelin 2018 für das Restaurant Zeitwerk[40]
- 2014: Zwei Diamanten im Varta-Führer für das Restaurant Zeitwerk[41]
- 2014: 14 Punkte im Gault-Millau 2014 für das Restaurant Zeitwerk[42]